# Glympis arenalis
Glympis arenalis là một loài bướm đêm trong họ Erebidae.